# Tama (animal)
Tama edwardsi es una especie de araña araneomorfa de la familia Hersiliidae. Es la única especie del género monotípico Tama.

## Distribución
Es nativa de España, Portugal y Argelia. 